# Альбертинская линия Веттинов

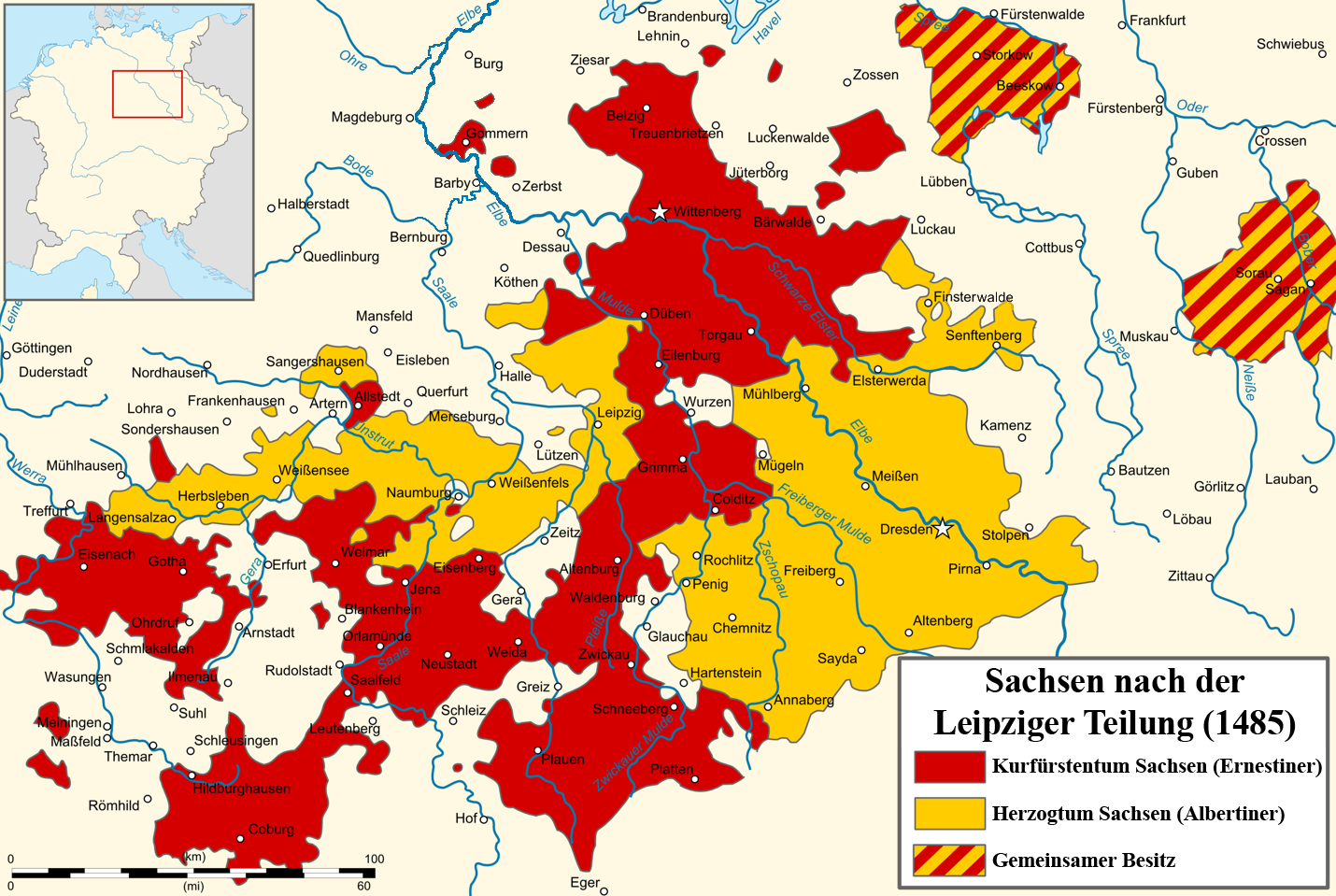
Карта веттинских владений после Лейпцигского раздела

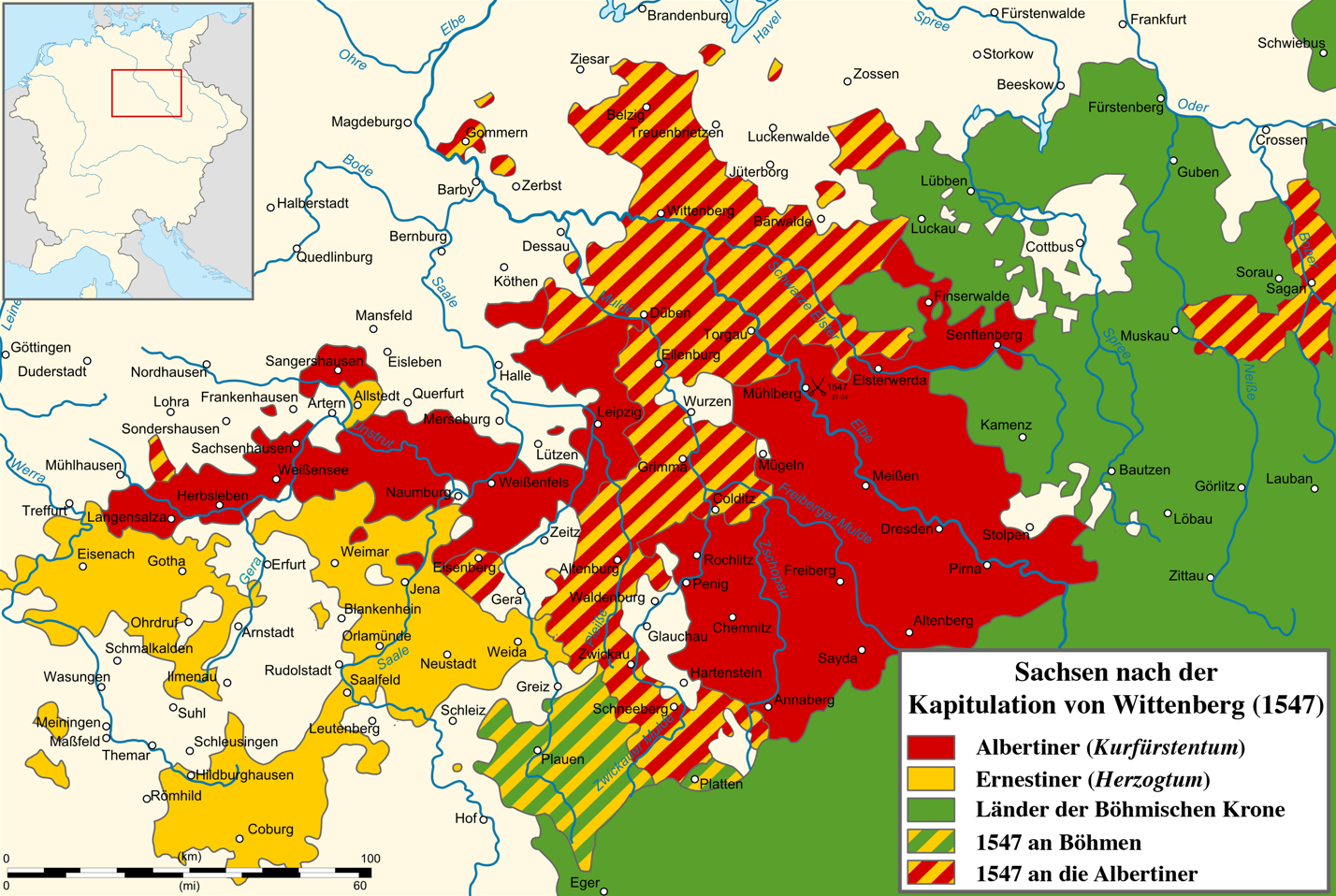
Передел Саксонии после Виттенбергской капитуляции 1547 г. (красно-желтое — к Альбертинам, желто-зелёное — к Богемии)

Альбертинская линия (Альбертинцы) — одна из двух основных линий владетельного дома Веттинов, потомки саксонского герцога Альбрехта. С 1485 по 1918 год они правили в Саксонии как герцоги, курфюрсты и короли.
Все ныне живущие мужчины из числа альбертинцев (семья Рюдигера Саксонского) рождены в морганатических браках и, согласно законам королевства Саксония, прав на наследование престола не имеют.

## Старшая альбертинская линия
Эрнст и Альбрехт III Саксонские, сыновья курфюрста Фридриха II (1412—1464), долгое время совместно правили отцовским наследством, при этом Эрнст, как старший, носил звание курфюрста.
В 1485 году братья поделили владения между собой (так называемое Лейпцигское деление), став основателями Эрнестинской и Альбертинской линий. Альбрехт и его потомки получили собственную территорию с центром в Дрездене, в которой они правили с тех пор как саксонские герцоги.
В то время, как эрнестинский курфюрст Фридрих III поддержал реформацию, альбертинский герцог Георг Бородатый выступил против неё. Только его брат Генрих V (1538—1541), который наследовал Георгу как герцог, ввёл реформацию в альбертинской Саксонии.
Несмотря на то, что он был протестантом, представитель Альбертинской линии Мориц Саксонский в 1546 году встал на сторону императора Карл V против протестантских князей Шмалькальденского союза, возглавляемых его двоюродным братом курфюрстом Иоганном-Фридрихом Великодушным.
После поражения протестантов в Шмалькальденской войне в 1547 году Мориц в награду за оказанные им услуги получил от императора титул курфюрста и бо́льшую часть владений Эрнестинской линии. С тех пор Альбертинская линия стала главной в династии Веттинов.
Альбертинцу Августу Сильному удалось в 1697 году вступить на престол королевства Польша и сохранить его для своего сына Фридриха Августа II. Тот принял участие в Семилетней войне на стороне анти-прусской коалиции, но потерпел поражение. После его смерти в 1763 году Альбертинской линии не удалось удержать власть в Польше и она стала политически незначима. Только внуку Фридриха Августа II, Фридриху Августу I Саксонскому, удалось под протекторатом Наполеона получить власть в Польше, где он правил как герцог Варшавского герцогства. Однако после падения Наполеона Веттины потеряли и Варшавское герцогство, и значительную часть своих саксонских владений.
В 1806 году Наполеон объявил саксонского курфюрста Фридриха Августа III королём Саксонии. С тех пор тот называл себя королём Фридрих Август I. Во время Ноябрьской революции 1918 года последний альбертинский король Фридрих Август III отрёкся от престола.
```
                           
Фридрих II

                                |
                       _________|______
                      |                |
 
Эрнестинская линия Веттинов
      
Альбрехт III

                              + 
Сидония Богемская

                     __________________|
                    |                  |
            
Георг Бородатый 
        
Генрих V
        
            + 
Варвара Польская
   ______|______
                    |           |             |
             5 сыновей       
Мориц
        
Август
     
   (умерли раньше отца)               + 
Анна Датская

                                              |
                                         
Кристиан I

                                ______________|
                               |              |
                         
Кристиан II 
  
Иоганн-Георг I

        ______________________________________|
       |               |          |           |

Иоганн-Георг II
     
Август
    
Кристиан
     
Мориц

       |               |          |           |

Иоганн-Георг III
     …
1746
      …
1738
       …
1718

+ 
Анна София Датская

       |_____________________________
       |                             |
 
Иоганн-Георг IV
            
Август Сильный

+ 
Элеонора (Саксен-Эйзенах)
    + 
Кристиана Эберхардина (Бранденбург-Байрейт)

                              _______|________________
                             |                        |
                     
Фридрих Август II
      
якобы больше 350 внебрачных детей

               + 
Мария Жозефа Австрийская
 
                _____________|___________
               |                         |
       
Фридрих Кристиан
               13 детей
        + 
Мария Антония Баварская

       ________|________________________________
      |                      |                  |

Фридрих Август I
            
Антон
         
принц
 
Максимилиан

                                  (1830 отрёкся от престола)
                                      + 
Каролина Пармская

              __________________________________|
             |                 |                |
     
Фридрих Август II
       
Иоганн
    3 сыновья/2 дочери
              _________________|________________
             |                                  |
          
Альберт
                              
Георг
 
                                    + 
Мария Анна Португальская

                                                |
                                        
Фридрих Август III

                                       + 
Луиза Австрийская

   _____________________________________________|_______
  |         |                |         |        |       |     
Георг   Фридрих Кристиан   Эрнст   Маргарита  Аликс    Анна
```

### Династический кризис
Альбертинский дом находится на пороге угасания. Внуки последнего саксонского короля, маркграфы Мария Эммануил и Альберт Мейсенские, умерли в 2012 году, не оставив прямого потомства. По салическим законам саксонского престолонаследия единственным наследником оставался их двоюродный племянник Рюдигер Саксонский, рождённый в 1953 году в морганатическом браке и умерший в 2022 году. Он имел трёх сыновей от брака с простолюдинкой.
В этой ситуации Мария Эммануил Саксонский признал своим наследником и усыновил ближайшего когнатического родственника, сына своей сестры Марии Анны Саксонской от брака с мексиканским гражданином Роберто Афифом — Александра, который женился на принцессе Гизеле Баварской и стал именовать себя маркграфом Мейсенским. Брак его родителей также расценивается как морганатический, кроме того, наследование престола не-Веттином идет вразрез с салическим законом.

## Младшие альбертинские линии
Курфюрст Иоганн-Георг I в 1652 году в своём завещании повелел разделить альбертинские владения между своими сыновьями Августом, Кристианом и Морицем. Раздел был произведён через несколько месяцев после его смерти, в апреле 1657 года в Дрездене. Так возникли самостоятельные герцогства
- Саксен-Вейсенфельс (до 1746 года),
- Саксен-Мерзебург (до 1738 года) и
- Саксен-Цайц (до 1718 года).

К середине XVIII века все побочные линии вымерли и их владения были объединены с курфюршеством Саксония.